# Kozákovský hřbet
Kozákovský hřbet je geomorfologický podcelek v jihovýchodní části Ještědsko-kozákovského hřbetu. Leží v okresech Jablonec nad Nisou a Semily Libereckého kraje a Jičín Královéhradeckého kraje.

## Poloha

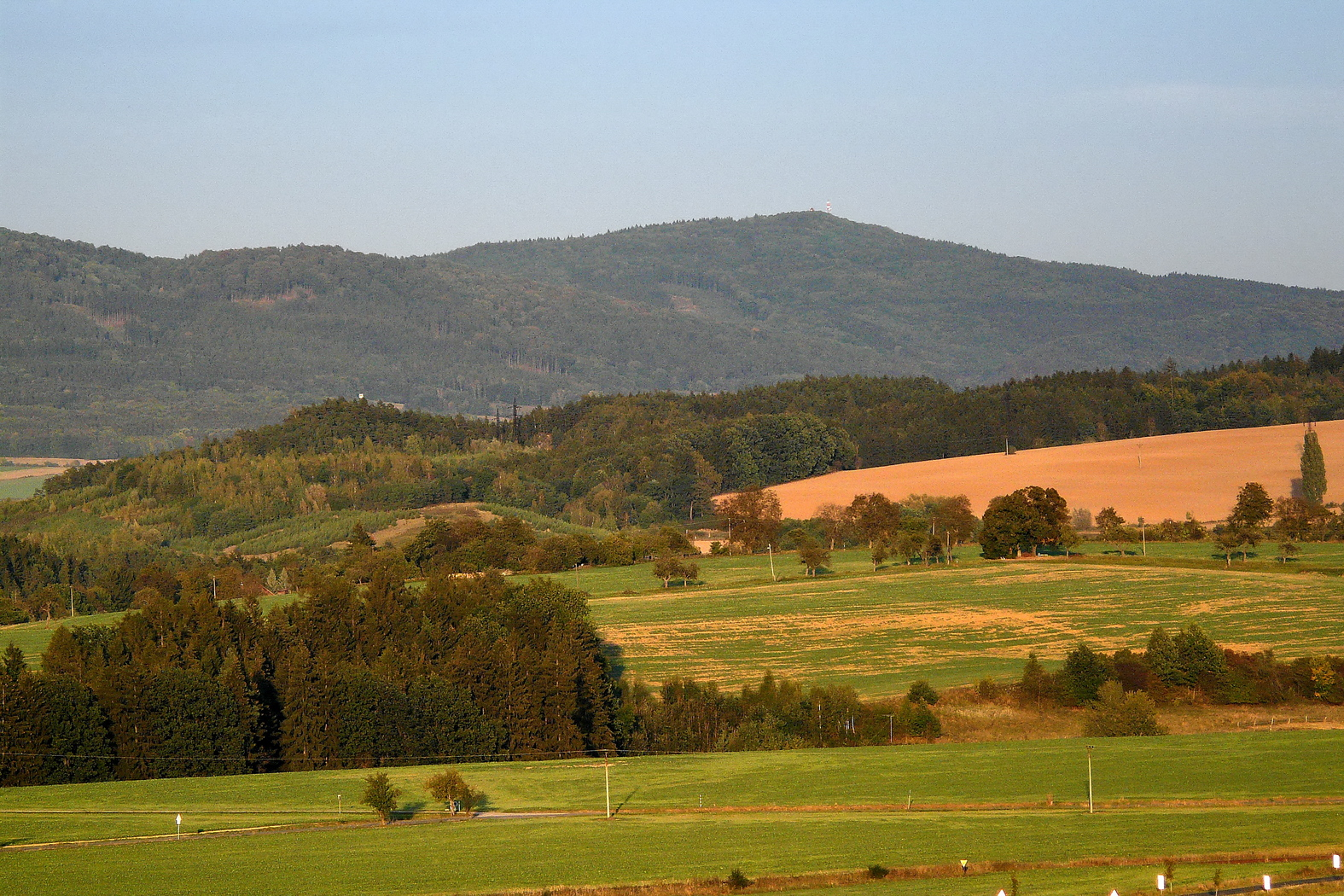
Tábor od Stéblovic

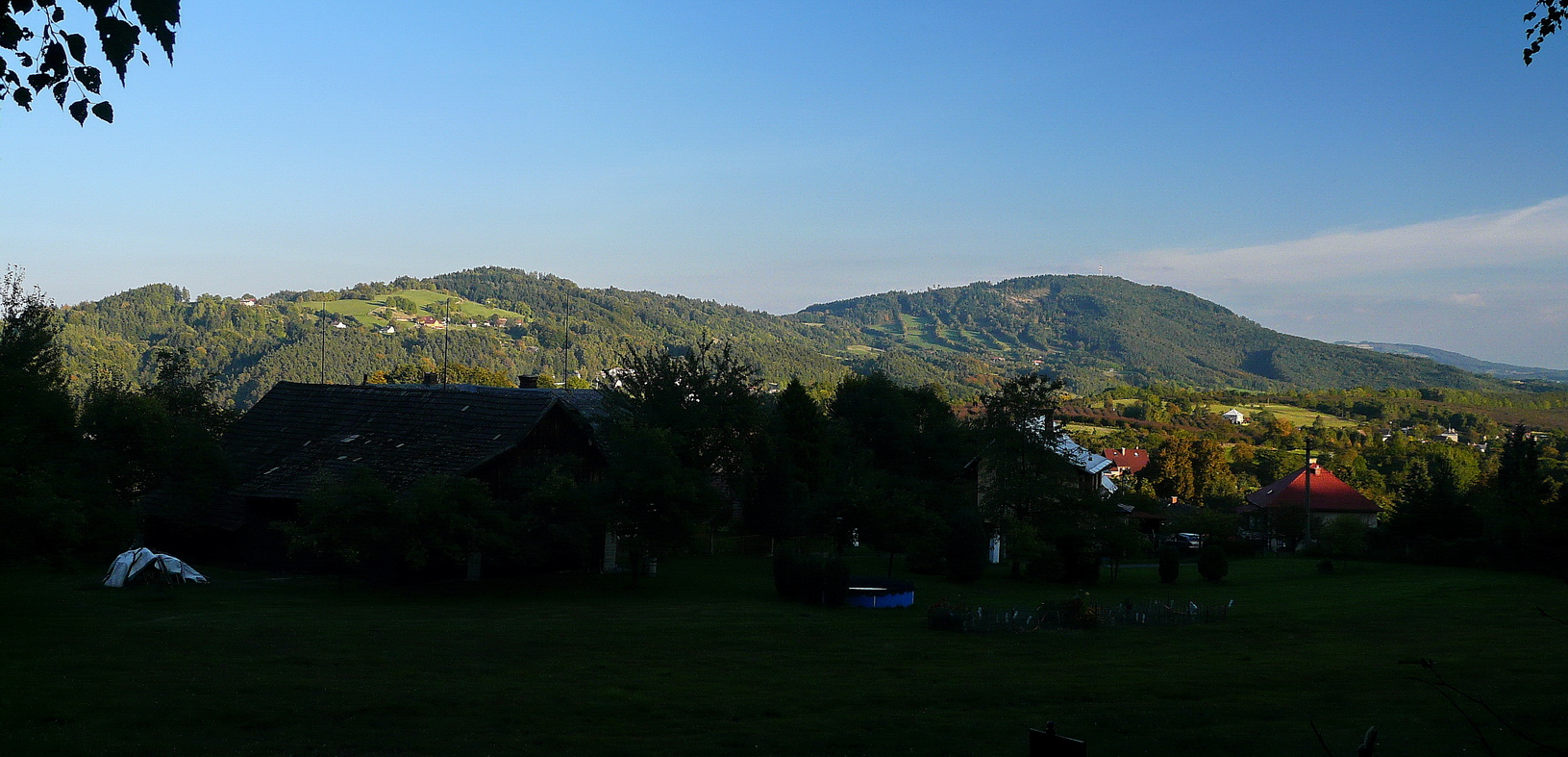
Komárovský hřbet z Besedic: Hamštejnský vrch a Kozákov

Území se rozkládá zhruba mezi sídly Malá Skála na severozápadě, Semily a Lomnice nad Popelkou na severovýchodě, Železnice na jihu a Rovensko pod Troskami na jihozápadě. Uvnitř území se nacházejí nanejvýš obce: Koberovy, Tatobity, Veselá a Bradlecká Lhota.

## Geomorfologické členění
Podcelek Kozákovský hřbet (dle třídění Jaromíra Demka IVA–3B) se člení na okrsky Komárovský hřbet (IVA–3B–1) na západě a Táborský hřbet (IVA–3B–2) na východě. Hřbet sousedí na západě se sesterským podcelkem, Ještědským hřbetem, a dále s celky Jičínská pahorkatina na jihu a západě a Krkonošské podhůří na severu a východě.
| Geomorfologické členění Ještědsko-kozákovského hřbetu                                | Geomorfologické členění Ještědsko-kozákovského hřbetu | Geomorfologické členění Ještědsko-kozákovského hřbetu                                                         |
| ------------------------------------------------------------------------------------ | ----------------------------------------------------- | --- |
| ČESKÁ VYSOČINA • Krkonošsko-jesenická subprovincie • Krkonošská oblast               |                                                       | |
| JEŠTĚDSKÝ HŘBET                                                                      | Kryštofovy hřbety                                     | Vápenný hřbet (Vápenný, 790 m)Rozsošský hřbet (Černá hora, 811 m)                                             |
| JEŠTĚDSKÝ HŘBET                                                                      | Hlubocký hřbet                                        | Pasecký hřbet (Ještěd, 1012 m)Rašovský hřbet (850 m)                                                          |
| JEŠTĚDSKÝ HŘBET                                                                      | Kopaninský hřbet                                      | Javornický hřbet (Javorník, 685 m)Prosečsko-frýdštejnské hřbety (Kamenný, 616 m)                              |
| KOZÁKOVSKÝ HŘBET                                                                     | Komárovský hřbet                                      | Koberovský hřbet (Hamštejnský vrch, 610 m)Žlábecký hřbet (Kozákov, 745 m)Holenická pahorkatina (Kámen, 440 m) |
| KOZÁKOVSKÝ HŘBET                                                                     | Táborský hřbet                                        | Rváčovský hřbet (Ředice, 649 m)Ploužnický hřbet (Tábor, 678 m)                                                |
| PROVINCIE • Subprovincie • Oblast / Celek / PODCELEK • Okrsek • Podokrsek • (vrchol) |                                                       | |

## Nejvyšší vrcholy
Nejvyšším vrcholem Kozákovského hřbetu je Kozákov (745 m n. m.). V seznamu jsou uvedeny pojmenované vrcholy nad 500 metrů.
- Kozákov (745 m), Komárovský hřbet
- Tábor (678 m), Táborský hřbet
- Ředice (649 m), Táborský hřbet
- Hamštejnský vrch (610 m), Komárovský hřbet
- Kozlov (606 m), Táborský hřbet
- Skuhrovský vrch (592 m), Táborský hřbet
- Vrchy (583 m), Komárovský hřbet
- Bradlec (542 m), Táborský hřbet
- Tatobitský vrch (527 m), Komárovský hřbet
- Hůra (519 m), Táborský hřbet